# Црква Светих Петра и Павла у Глоговцу
Црква светих Петра и Павла у Глоговцу, насељеном месту на територији општине Богатић, саграђена је 1927. године и представља непокретно културно добро као споменик културе од великог значаја.

## Изглед
Црква је саграђена у духу моравске архитектуре. Њена основа је у облику триконхоса са полукружном олтарском апсидом на истоку и правоугаоним плитким конхама на бочним зидовима. Главни залазни портал је уз западни травер. На пресеку подужног брода и бочних праваца преко система лукова и пандатифа уздиже се ортогонална купола. Црква је зидана од тврдог материјала опеке и камена са малтерисаним и бело окреченим фасадама. Украшена је низом рељефних елемената грађених у духу моравске средњовековне архитектуре. Овај украс нарочито је богат на западној фасади, али и изнад улазног портала, довратници, архитров, лучна архиволта, стилизована розета и кордонски венац. Црква је складна грађевина елегантног облика украшена низом рељефних елемената изузетних уметничких вредности.